# Alchemilla subsplendens
Alchemilla subsplendens är en rosväxtart som beskrevs av Robert Buser. Alchemilla subsplendens ingår i släktet daggkåpor, och familjen rosväxter. Inga underarter finns listade i Catalogue of Life.